# ويلي كاولي شتاين
ويلي كاولي شتاين (بالإنجليزية: Willie Cauley-Stein)‏ مواليد 18 أغسطس 1993 في سبيرفيل، هو لاعب كرة سلة محترف أمريكي بدأ مسيرته الاحترافية في سنة 2015 حيث تم اختياره من قبل فريق سكرامنتو كينغز خلال الدرافت، يلعب مع فريق سكرامنتو كينغز في الرابطة الوطنية لكرة السلة كلاعب وسط ويحمل الرقم 15. يبلغ طوله 7 قدم 0 بوصة (2.1 م).

## إحصائيات المسيرة

### الموسم الاعتيادي
| السنة   | الفريق         | لعب | بدأ | دقيقة | ميداني% | ثلاثية | حرة  | ارتداد | صنع | استلاب | تصدي | نقطة |
| ------- | -------------- | --- | --- | ----- | ------- | ------ | ---- | ------ | --- | ------ | ---- | ---- |
| 2015–16 | سكرامنتو كينغز | 66  | 39  | 21.4  | .563    | .000   | .648 | 5.3    | .6  | .7     | 1.0  | 7.0  |
| المسيرة | المسيرة        | 66  | 39  | 21.4  | .563    | .000   | .648 | 5.3    | .6  | .7     | 1.0  | 7.0  |

## روابط خارجية
- ويلي كاولي شتاين على موقع إن بي أي (الإنجليزية)
- ويلي كاولي شتاين على موقع سبورتس رفرنس (الإنجليزية)
- ويلي كاولي شتاين على موقع كرة السلة الأوروبية.كوم (الإنجليزية)
- ويلي كاولي شتاين على موقع إي إس بي إن.كوم (الإنجليزية)
- ويلي كاولي شتاين على موقع كلية كرة السلة في سبورتس رفرنس.كوم (الإنجليزية)
- ويلي كاولي شتاين على موقع ريلجم (الإنجليزية)
- ويلي كاولي شتاين على موقع بروبوليرز (الإنجليزية)
- ويلي كاولي شتاين على موقع سبورتس رفرنس (الإنجليزية)
- ويلي كاولي شتاين على موقع سبورتس رفرنس (الإنجليزية)